# Maykel Galindo
Maykel Galindo Castañeda (ur. 28 stycznia 1981 w Villa Clara) – kubański piłkarz występujący na pozycji napastnika.

## Kariera klubowa
Galindo karierę rozpoczynał w 2000 roku w zespole FC Villa Clara. W 2002 roku, a także w 2004 roku zdobył z nim mistrzostwo Kuby. W 2005 roku otrzymał azyl w Stanach Zjednoczonych i kontynuował karierę w drużynie Seattle Sounders z ligi USL First Division, stanowiącej drugi poziom rozgrywek. W sezonie 2005 wraz z zespołem wygrał rozgrywki ligowe. W Seattle spędził dwa sezony.
W 2007 roku Galindo podpisał kontrakt z CD Chivas USA z MLS. W lidze tej zadebiutował 8 kwietnia 2007 w wygranym 2:0 pojedynku z Toronto FC, a 22 kwietnia 2007 w wygranym 4:0 spotkaniu z Realem Salt Lake strzelił pierwszego gola w MLS. W sezonie 2007 z 12 bramkami na koncie zajął 5. miejsce w klasyfikacji strzelców MLS. W tamtym sezonie wraz z zespołem został mistrzem Konferencji Zachodniej w sezonie zasadniczym. W sezonie 2010 Galindo grał na wypożyczeniu w FC Tampa Bay z ligi USSF Division 2 Professional League, stanowiącej drugi poziom rozgrywek.
W 2011 roku przeszedł do zespołu MLS, FC Dallas. Pierwszy ligowy mecz rozegrał tam 17 kwietnia 2011 przeciwko Portland Timbers (2:3). W sezonie 2011 w barwach Dallas rozegrał 6 spotkań, a po jego zakończeniu odszedł z klubu. W 2012 roku podpisał kontrakt z Los Angeles Blues z ligi USL Pro, będącej trzecim poziomem rozgrywek. W 2013 roku zakończył tam karierę.

## Kariera reprezentacyjna
W reprezentacji Kuby Galindo zadebiutował w 2002 roku. W tym samym roku znalazł się w drużynie na Złoty Puchar CONCACAF. Zagrał na nim w meczach ze Stanami Zjednoczonymi (0:1) i Koreą Południową (0:0), a Kuba zakończyła turniej na fazie grupowej.
W 2003 roku Galindo ponownie wziął udział w Złotym Pucharze CONCACAF. Wystąpił na nim w spotkaniach z Kanadą (2:0), Kostaryką (0:3) i Stanami Zjednoczonymi (0:5), a Kuba dotarła w turnieju do ćwierćfinału.
W 2005 roku po raz ostatni został powołany do kadry na Złoty Puchar CONCACAF. Zagrał na nim w meczu ze Stanami Zjednoczonymi (1:4) i Kostaryką (1:3, gol), a Kuba znowu zakończyła turniej na fazie grupowej.
W latach 2002–2005 w drużynie narodowej Galindo rozegrał łącznie 30 spotkań i zdobył 9 bramek.